# Rhodostrophia bahara
Rhodostrophia bahara är en fjärilsart som beskrevs av Brandt 1938. Rhodostrophia bahara ingår i släktet Rhodostrophia och familjen mätare. Inga underarter finns listade.